# Lommatzsch
Lommatzsch (górnołuż. Hłomač) – miasto w Niemczech, w kraju związkowym Saksonia, w okręgu administracyjnym Drezno, w powiecie Miśnia.

## Dzielnice

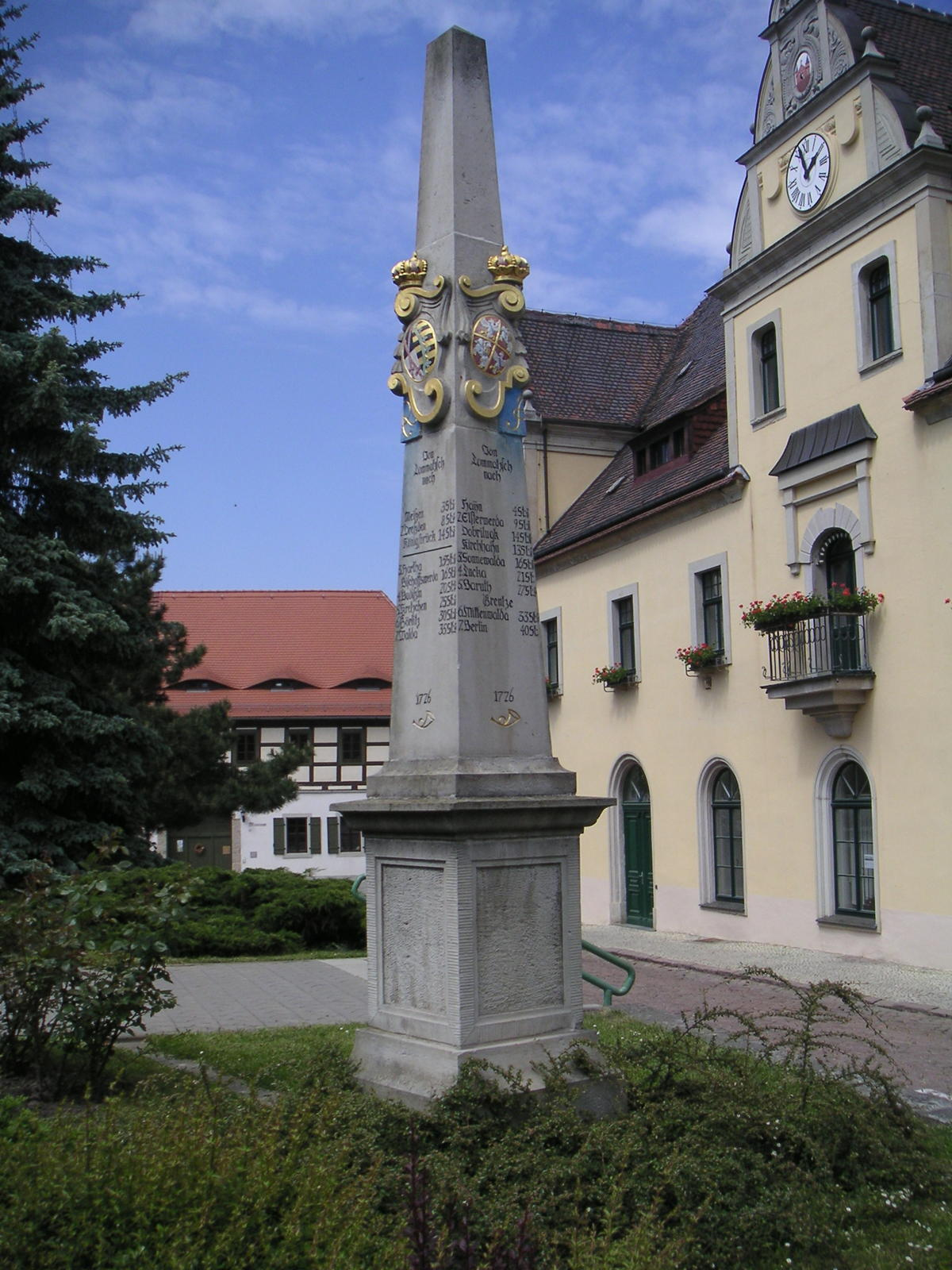
Słup dystansowy poczty polsko-saskiej z 1726 roku

W skład obszaru miasta Lommatzsch wchodzą następujące dzielnice: Albertitz, Altlommatzsch, Altsattel, Arntitz, Barmenitz, Birmenitz, Churschütz, Daubnitz, Dennschütz, Dörschnitz, Grauswitz, Ickowitz, Jessen, Klappendorf, Krepta, Lautzschen, Löbschütz, Lommatzsch, Marschütz, Mögen, Neckanitz, Paltzschen, Petzschwitz, Piskowitz, Pitschütz, Poititz, Prositz, Rauba, Roitzsch, Scheerau, Schwochau, Sieglitz, Striegnitz, Trogen, Wachtnitz, Weitzschenhain, Wuhnitz, Zöthain i Zscheilitz.

## Współpraca
Miejscowość partnerska:
- Weissach im Tal, Badenia-Wirtembergia